# Dreadfleet
 (novembre 2011).
Si vous disposez d'ouvrages ou d'articles de référence ou si vous connaissez des sites web de qualité traitant du thème abordé ici, merci de compléter l'article en donnant les références utiles à sa vérifiabilité et en les liant à la section « Notes et références ».
Dreadfleet ou en français Flotte Maudite est un jeu développé par Games Workshop en 2011 inspiré de l'univers de Warhammer permettant de recréer des batailles navales entre la Grande Alliance commandé par le capitaine Jaego Roth et la Flotte Maudite commandé par le Comte Noctilus, dans le Cimetière du Galion.

## Contexte
Depuis plus de 20 ans, des pirates morts-vivants sillonnent les océans du monde. Après chacun de ses raids, la Flotte Maudite disparait sans laisser de trace. Pourtant le capitaine Jaego Roth a juré de traquer et de détruire Noctilus, commandant de la flotte maudite, et ses capitaines morts-vivants. Le comte Noctilus a tué la famille de Roth. C'est donc une vengeance que nous propose ce jeu avec dans la grande alliance un maître ingénieur nain, un prince elfe, un sorcier et une femme pirate, fille de Mannan, dieu des océans. De l'autre côté,on trouve le comte Noctilus (un mort vivant), un roi des tombes, un skaven, un nain du chaos et un pirate rénégat.

## Membres de la Flotte Maudite
Elle se compose de 5 membres qui sont :
- Le Naufrageur,
- La Malédiction de Zandri,
- Le Spectre des Abysses,
- Le Kraken Noir,
- Le Skabrus.

## Membres de la Grande Alliance
À l'image de la Flotte Maudite, elle se constitue de 5 membres qui sont :
- L'Heldenhammer,
- L'Espadon,
- Le Flamboyant,
- Le Tonnerre de Grimnir,
- Le Dragon des Mers.